# Ntsu Mokhehle
Ntsu Mokhehle (nascido em 26 de dezembro de 1918 em Teyateyaneng, Lesoto - falecido em janeiro de 1999 em Bloemfontein, África do Sul) foi um político de Lesoto.
Foi Primeiro Ministro do país em duas ocasiões - de 2 de abril de 1993 à  17 de agosto de 1994 e de 14 de setembro de 1994 à 29 de maio de 1998.
Mokhehle fundou o Partido Basutoland (renomeado Partido Basotho logo depois da independência do país em 1966).